# Monumento a los Libertadores de la Letonia y Riga Soviética y de los invasores fascistas alemanes
El Monumento a los Libertadores de la Letonia y Riga Soviética y de los invasores fascistas alemanes, conocido simplemente como el Monumento a la Victoria, era un complejo conmemorativo en el Parque de la Victoria de Riga, la capital de Letonia. Fue erigido en 1985 para conmemorar la reconquista de Riga y Letonia por el Ejército Rojo en 1944 durante la Segunda Guerra Mundial. El complejo constaba de un obelisco de 79 metros de altura y dos grupos de esculturas: Madre Patria y un grupo de tres soldados. Tras la invasión rusa de Ucrania en 2022, se tomó la decisión de retirar el monumento. El 25 de agosto de 2022, se demolieron todas las estatuas y se derribó el obelisco.

## Historia
El monumento fue diseñado por el arquitecto Alexandr Bugaev y producido por los escultores Lev Bukovsky y Aivars Gulbis.
Fue objeto de una larga controversia en la sociedad letona moderna, en relación con la memoria histórica de la Segunda Guerra Mundial y el legado del gobierno soviético. Muchos letones étnicos lo consideraron no solo como un símbolo de la victoria soviética en la Segunda Guerra Mundial, sino también de la reocupación soviética de Letonia. El obelisco del monumento a veces se denominaba en letón "el dedo de Moscú" (Maskavas pirksts), y se yuxtaponía al Monumento a la Libertad.
En 1997, del grupo ultranacionalista letón Pērkonkrusts trató de derribarlo con una bomba, pero no tuvo éxito, dos de sus miembros murieron en la acción, y otros seis (incluido Igors Šiškins) fueron condenados a hasta tres años de prisión en 2000.
Algunas personas lo llaman el Monumento a la Victoria porque fue construido en el Parque de la Victoria, a pesar de que este recibió su nombre en honor a la victoria en la guerra de Independencia de Letonia y el monumento a la victoria sobre la Alemania de Hitler. Otro nombre no oficial del monumento es Monumento a la Ocupación. La gente lo llamó así, enfatizando que el monumento se usó para honrar la ocupación soviética de Letonia. Este nombre ganó popularidad porque la gente no estaba satisfecha con la glorificación anual de Rusia en el monumento el 9 de mayo. Se convirtió en otro nombre no oficial cuando los medios públicos comenzaron a usarlo cuando comenzó la invasión rusa de Ucrania y el tema del monumento salió a la luz.

## Retirada
En 2007, el Frente Popular de Letonia y la Alianza de veteranos de la Segunda Guerra Mundial de Letonia enviaron una carta abierta al primer ministro de Letonia, Aigars Kalvītis, instándolo a evitar "cualquier provocación que pueda desacreditar al estado letón" y resolver cualquier problema relacionado con la el retiro del monumento, ya que "glorifica los ideales de un régimen culpable de genocidio que mató a unos 60 millones de personas, incluidos miles de letones".
Después de la reubicación del Soldado de Bronce en Tallin a fines de abril de 2007, se volvió a plantear la cuestión del monumento. El presidente del partido nacionalista ¡Todo por Letonia! Raivis Dzintars pidió al alcalde de Riga, Jānis Birks, del conservador TB/LNNK, que organizara un debate público sobre el futuro del monumento, pero Birks desestimó los llamamientos como "muy irreflexivos e incluso perjudiciales para Letonia". También expresaron su rechazo al monumento el presidente de la facción parlamentaria de la Unión de Verdes y Agricultores y el líder de la facción parlamentaria del Primer Partido/Camino de Letonia, Andris Bērziņš.
En 2013, se recogieron más de 11.000 firmas en el sitio web de peticiones en línea ManaBalss.lv para retirar el monumento y reconstruir la Plaza de la Victoria tal como se planeó originalmente en la década de 1930, antes de la ocupación soviética, en conmemoración de la victoria en 1919 de Pável Bermondt-Avalov sobre el Ejército de Voluntarios de Rusia Occidental durante la guerra de independencia de Letonia. El ministro de Justicia de Letonia, Jānis Bordāns, estuvo entre los partidarios de la iniciativa, mientras que el representante del Ministerio de Relaciones Exteriores de Rusia, Alexander Lukashevich, condenó las peticiones de retirar el monumento.

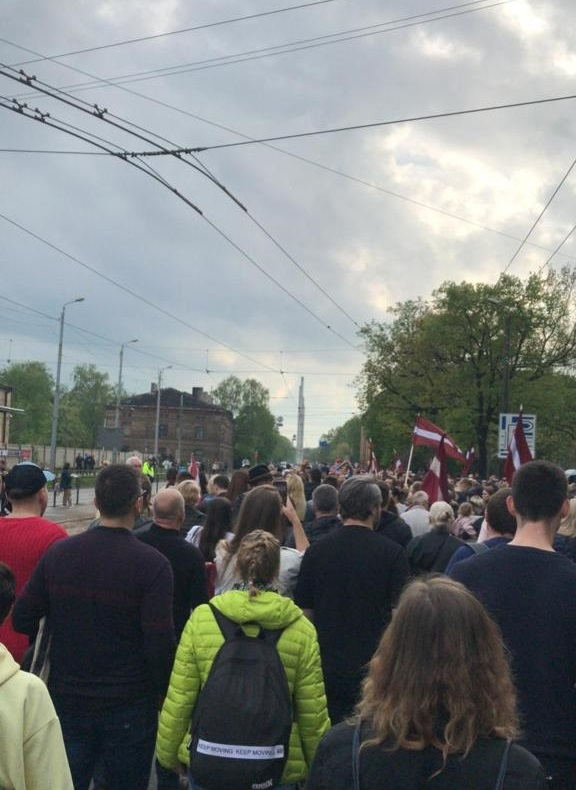
Una manifestación en Riga en 2022 a favor de retirar el monumento

El 29 de junio de 2016, el Comité de Mandato, Ética y Presentaciones de la Saeima rechazó la petición basándose en el argumento del Ayuntamiento de Riga de que la ubicación ya se había desarrollado y el Ministerio de Relaciones Exteriores de Letonia que concluyó que el monumento estaba protegido por el acuerdo ruso-letón de 1994 sobre preservación y mantenimiento de monumentos conmemorativos y lugares de enterramiento.
En 2019, una petición similar del mismo iniciador había reunido más de 10 000 firmas y el 2 de abril el Comité de Mandato, Ética y Presentaciones de Saeima comenzó a discutirla, con algunos miembros que apoyaban la eliminación, algunos se oponían y algunos ofrecían soluciones alternativas, como cambiar el nombre del memorial y la construcción de un museo interactivo de ocupación debajo de él. Al mismo tiempo, una contrainiciativa de la líder de la Unión Rusa de Letonia, Tatjana Ždanoka, sobre la protección de los monumentos contra el nazismo, incluido el Monumento a los Libertadores de la Letonia y Riga soviética de los invasores fascistas alemanes, había reunido 22 0000 firmas.
El 6 de mayo de 2022, tras la invasión rusa de Ucrania, el primer ministro letón Krišjānis Kariņš anunció que la retirada del monumento era inevitable. Cinco días después, se lanzó una campaña pública de recaudación de fondos para la demolición y se donaron más de 39 000 euros el 12 de mayo cuando la Saeima votó para suspender el funcionamiento de una sección sobre la preservación de estructuras conmemorativas en un acuerdo entre Letonia y Rusia. El 13 de mayo, el importe total de las donaciones había llegado a casi 200 000 euros.
El 22 de agosto de 2022 se inició el derribo con los preparativos paisajísticos, con la vigilancia del Servicio de Seguridad del Estado ante posibles provocaciones. Siete personas fueron detenidas por la policía el mismo día y otras 14 personas un día después. La banda de tres soldados fue demolida el 23 de agosto, mientras que el elemento principal del monumento, el obelisco, fue derribado el 25 de agosto.